# T. J. 워렌
T. J. 워렌(T. J. Warren, 본명: 앤서니 "T. J." 워렌 주니어, Anthony "T. J." Warren Jr., 1993년 9월 5일 ~ )는 전미 농구 협회(NBA) 소속 미네소타 팀버울브스의 미국 프로 농구 선수이다. ACC(Atlantic Coast Conference)에서 NC 스테이트 울프팩의 스몰 포워드로 대학 농구를 했다. 2013-14 시즌에 그는 합의된 2군 올 아메리칸 영예를 얻었으며 경기당 24.9득점으로 컨퍼런스를 주도한 후 ACC 올해의 선수로 선정되었다.
워렌은 2014년 NBA 드래프트 1라운드에 피닉스 선스의 전체 14순위로 뽑혔고, 그곳에서 5시즌을 보낸 후 2019년 인디애나 페이서스로 트레이드되었다. 2020년 NBA 버블 기간 동안 워렌은 필라델피아 76ers를 상대로 경기당 평균 31.0득점, 통산 최고 득점 53득점을 기록하며 획기적인 성과를 거두었다. 인디애나에서의 마지막 몇 년 동안 부상으로 인해 탈선한 후 워렌은 2022년 브루클린 네츠와 계약했고 2023년 선즈로 다시 트레이드되었다.